# United Nations Interim Security Force for Abyei
United Nations Interim Security Force for Abyei (deutsch „Interims-Sicherheitstruppe der Vereinten Nationen für Abyei“, UNISFA) ist eine Friedensmission für das zwischen Sudan und Südsudan umstrittene Abyei-Gebiet. Die Einsatzkräfte werden fast ausschließlich von Äthiopien gestellt und umfassen derzeit mehr als 4.500, die sicherstellen sollen, dass Abyei entmilitarisierte Zone bleibt. Der UN-Sicherheitsrat autorisierte die Mission mit der Resolution 1990 vom 27. Juni 2011.
Am 27. Juli 2011 wurde bekanntgegeben, dass mittlerweile 500 Soldaten stationiert seien. Am 2. August 2011 wurden vier UNISFA-Soldaten durch die Explosion einer Landmine getötet.
Die Missionsstärke betrug im Mai 2021 3.161 Soldaten, 117 Militärbeobachter und 45 Polizisten, sowie 142 ausländische und 217 lokale Mitarbeiter sowie 33 United Nations Volunteers.
Am 11. Mai 2021 wurde die Mission bis zum 15. November 2021 verlängert.